# Perifoneo

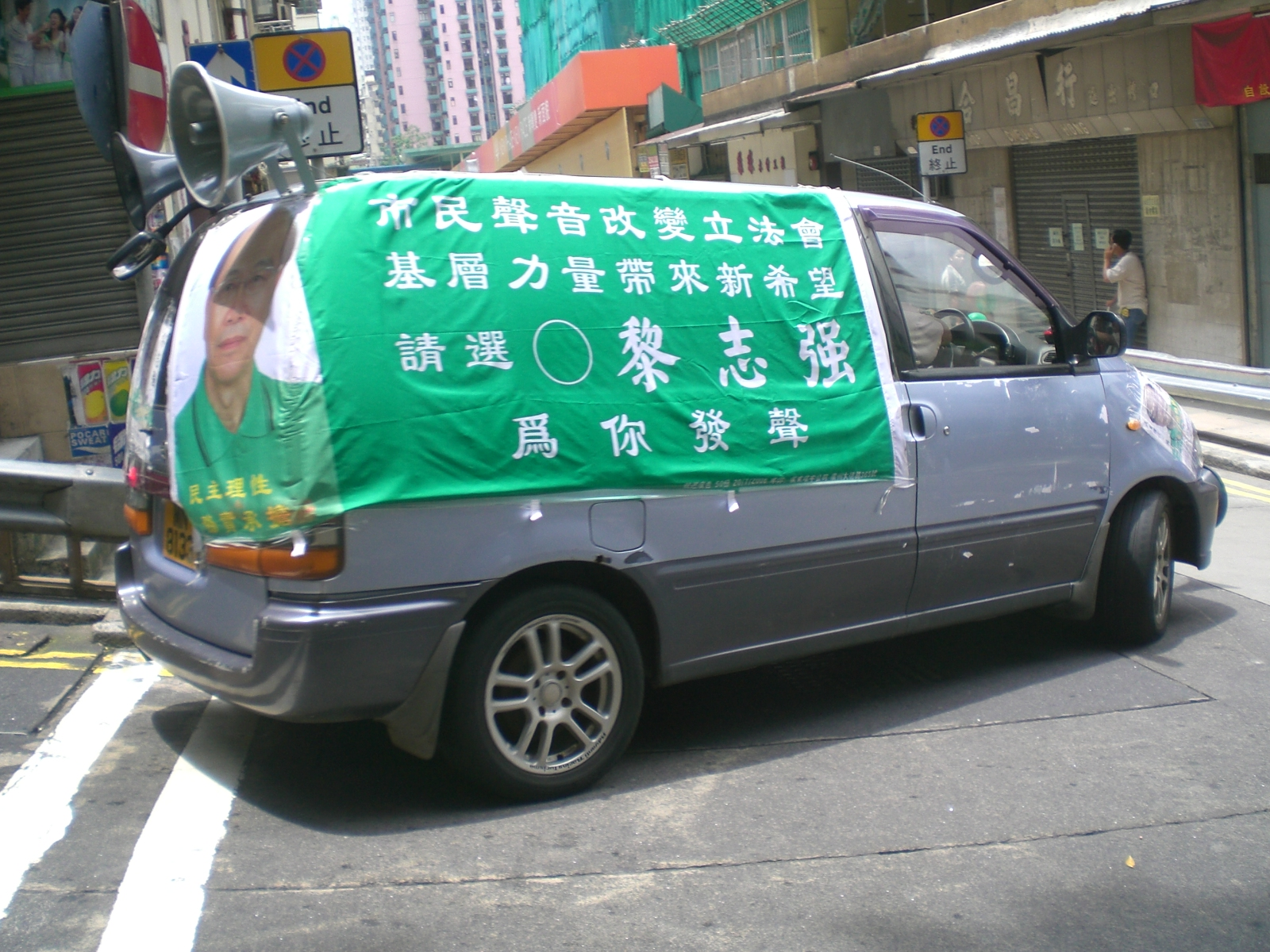
Promoción por altavoces en un vehículo

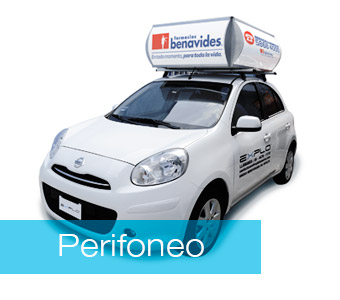
Auto de perifoneo

El término perifoneo (del griego peri, alrededor y fonos, voces, sonidos, es decir, "voces en los alrededores" o, más libremente, "sonidos en la periferia") se emplea para denominar la acción de emitir, por medio de altoparlantes, un mensaje o aviso de cualquier tipo.[cita requerida]
En la Antigüedad, ya existía el perifoneo en la figura del pregonero, una persona que iba por las ciudades comunicando en voz alta mensajes a la población. Este sistema de comunicados o avisos fue variando y evolucionando hasta llegar a emplearse amplificadores electrónicos manejados por un locutor.[cita requerida]
Hoy en día se sigue utilizando, por ser un medio directo de llegada al público; en las calles y mercados, por medio de un micrófono, se pueden escuchar los mensajes y comunicados. En casi todas las ciudades de Centroamérica y Suramérica, existen empresas dedicadas a este sistema publicitario que ahora, inclusive, emplea grabaciones en soportes magnéticos y digitales con los anuncios. En algunos lugares se emplea para promover a los candidatos a cargos públicos de los gobiernos, locales, regionales e incluso nacionales, durante los periodos de campaña electoral, y también para emitir comunicados oficiales. También lo utilizan en gran escala los vendedores ambulantes para anunciar los productos que venden, causando gran molestia a la comunidad por el ruido publicitario invasivo.[cita requerida]
El perifoneo es móvil, emplea altavoces o cornetas instaladas sobre un vehículo para ir recorriendo los lugares mientras se emite el mensaje. En algunas ciudades, se ha prohibido o reglamentado la intensidad de presión sonora ejercida por la emisión del mensaje, ya que un volumen muy alto puede resultar perjudicial para la salud auditiva. A pesar de todo, es uno de los medios más efectivos de llegada al público y a los miembros de una comunidad.[cita requerida]
- Datos: Q2889333